# Vääräsaari (ö i Södra Savolax, Nyslott, lat 61,64, long 29,16)
Vääräsaari är en ö i Finland. Den ligger i sjön Pihlajavesi och i kommunen Nyslott i  landskapet Södra Savolax, i den sydöstra delen av landet, 280 km nordost om huvudstaden Helsingfors. Öns area är 1,3 hektar och dess största längd är 370 meter i sydöst-nordvästlig riktning.